# گمینا زامبروو
گمینا زامبروو (به لهستانی:  Gmina Zambrów) یک گمینا در لهستان است که در شهرستان زامبروف واقع شده‌است. گمینا زامبروو ۲۹۸٫۹۸ کیلومتر مربع مساحت و ۸٬۹۸۲ نفر جمعیت دارد.